# Marino Bizzi
Marino Bizzi (Arbe, 1565 – Roma, 1º febbraio 1625) è stato un arcivescovo cattolico italiano, che fu arcivescovo di Antivari.

## Biografia
Bizzi nacque sull'isola di Arbe, parte della Repubblica di Venezia da una famiglia aristocratica e benestante. Il 4 febbraio 1608 papa Paolo V lo nominò arcivescovo di Antivari e amministratore apostolico della diocesi di Budua.
Attraverso Mahmut Bushati, Bizzi ottenne un firmano dal sultano Ahmed I, che gli consentì l'ingresso ad Antivari, riconoscendolo supremo capo spirituale dei cattolici. Dopo aver ottenuto il firmano, Bizzi se ne andò a vivere nella casa di Asan Çelebi ad Antivari. Tuttavia, la sua vita fu sempre in pericolo. A causa delle precarie condizioni della sua diocesi, Bizzi ebbe sede a Budua, dove visse solo tre anni.
All'inizio del 1610 Bizzi intraprese un viaggio per visitare le sue regioni ecclesiastiche che erano sotto la dominazione turca, per poi tornare alla fine dell'anno. Si recò ad Arbe l'anno successivo, stabilendosi infine in Italia, a Roma dove morì il 1º febbraio 1625. Aveva rinunciato all'arcidiocesi il 16 settembre 1624.
Durante il suo episcopato, fornì un rapporto dettagliato dell'arcidiocesi, che sarebbe diventato in seguito un'autentica fonte storica ampiamente utilizzata.
In un'altra nota, il suo regno vide anche molti abitanti di Budua della tribù Paštrović (pleme) convertiti al cattolicesimo.

## Genealogia episcopale
La genealogia episcopale è:
- Vescovo Otto von Sonnenberg
- Vescovo Friedrich von Zollern
- Vescovo Ruprecht von Pfalz-Simmern
- Vescovo Mathias Schach, O.Cart.
- Vescovo Philipp von der Pfalz
- Cardinale Matthäus Lang von Wellenburg
- Vescovo Ägidius Rehm
- Vescovo Johann Kluspeck, C.R.S.A.
- Vescovo Wolfgang von Salm
- Vescovo Urban Sagstetter
- Arcivescovo Johann Jakob von Kuen-Belasy
- Vescovo Urban von Trennbach
- Arcivescovo Wolf Dietrich von Raitenau
- Cardinale Alfonso Visconti, C.O.
- Cardinale Giovanni Dolfin
- Arcivescovo Marino Bizzi